# 調理師養成施設
調理師養成施設（ちょうりしようせいしせつ）は、調理師を養成する施設であり、調理師法に基づき厚生労働大臣が指定する。調理師法施行規則第5条に規定されている。
指定されている施設には、1年制、2年制の専門学校、短期大学、4年制大学、高等学校、高等専修学校あるいは職業能力開発短期大学校がある。
国から地方公共団体への事務・権限等の移譲施策により、2015年4月より調理師養成施設の指定、監督に関する事務が都道府県に移管された。

## 歴史
日本で最初に家庭料理の作り方を教える料理学校としては、明治15年（1882年）に開校した「赤堀割烹教場」（現・赤堀料理学園）がある。

## 施設一覧[3]

### 北海道
- 北海道厚岸翔洋高等学校海洋資源科調理師類型
- 北海道三笠高等学校食物調理科
- 函館大妻高等学校食物健康科
- 清尚学院高等学校調理科
- 北海道文教大学附属高等学校食物科
- 北斗文化学園インターナショナル調理技術専門学校
- 函館短期大学付設調理製菓専門学校
- 光塩学園調理製菓専門学校
- 修学院札幌調理師専門学校
- 札幌調理製菓専門学校
- 旭川調理師専門学校
- 帯広調理師専門学校
- 宮島学園北海道調理師専門学校
- 北海道中央調理技術専門学校
- 札幌ベルエポック製菓調理専門学校

### 青森県
- 青森県立百石高等学校食物調理科
- 東奥学園高等学校調理科
- 柴田学園大学附属柴田学園高等学校家政科調理師コース
- 青森山田高等学校調理科
- 千葉学園高等学校調理科
- 弘前医療福祉大学短期大学部別科調理師養成・1年課程

### 岩手県
- 岩手県立久慈東高等学校総合学科食物系列
- 岩手県立宮古水産高等学校食物科
- 岩手県立大船渡東高等学校食物文化科
- 盛岡スコーレ高等学校総合学科調理師養成課程
- 協和学院水沢第一高等学校調理科
- 盛岡誠桜高等学校食物調理科
- MCL菜園調理師専門学校
- 北日本ハイテクニカルクッキングカレッジ

### 秋田県
- 国学館高等学校調理科

### 宮城県
- 宮城県水産高等学校海洋総合科調理類型
- 仙台大学附属明成高等学校食文化創志科
- 宮城調理製菓専門学校
- 仙台農業テック&カフェ･パティシエ専門学校調理師科
- 気仙沼リアス調理製菓専門学校

### 山形県
- 山形県立山辺高等学校食物科
- 山形学院高等学校食物調理科
- 酒田南高等学校家庭科食育調理コース
- 酒田調理師専門学校
- 山形調理師専門学校

### 福島県
- 福島東稜高等学校食物文化科
- 郡山女子大学附属高等学校食物科
- 日本調理技術専門学校
- 国際ビューティ＆フード大学校

### 茨城県
- 晃陽学園高等学校食物調理コース
- 中川学園調理技術専門学校
- つくば栄養医療調理製菓専門学校
- 晃陽看護栄養専門学校

### 栃木県
- 栃木県立矢板高等学校栄養食物科
- 宇都宮短期大学附属高等学校調理科
- 佐野清澄高等学校生活デザイン科食物調理コース
- 宇都宮調理師専門学校
- 国際テクニカル調理師専門学校
- アイ・エフ・シー調理製菓大学校
- 国際TBC調理・パティシエ専門学校

### 群馬県
- 桐生第一高等学校調理科
- 群馬調理師専門学校
- 東日本調理師専門学校

### 埼玉県
- 埼玉県立新座総合技術高等学校食物調理科
- 埼玉県立秩父農工科学高等学校フードデザイン科
- 埼玉県立越谷総合技術高等学校食物調理科
- 国際学院高等学校総合学科調理師専攻
- 花咲徳栄高等学校食育実践科
- 清和学園高等学校調理科
- 国際学院埼玉短期大学
- 埼玉県調理師専門学校
- 西武調理師アート専門学校
- 埼玉福祉保育医療製菓調理専門学校

### 千葉県
- 千葉県立佐倉東高等学校
- 東京学館船橋高等学校
- 千葉調理師専門学校
- 習志野調理師専門学校
- 専門学校野田鎌田学園
- 京葉調理師学校
- 柏調理師専門学校

### 東京都
- 東京都立農業高等学校食物科
- 東京都立赤羽北桜高等学校調理科
- 東京都立葛飾ろう学校高等部専攻科生産システム類型食物系
- 駒場学園高等学校食物調理科
- 愛国高等学校家政科
- 大竹高等専修学校調理師科
- 野田鎌田学園杉並高等専修学校調理高等科
- 国際共立学園高等専修学校製菓衛生師・調理師科
- 織田学園中野高等専修学校調理師・製菓科
- 香川調理製菓専門学校
- 服部栄養専門学校
- 東京聖栄大学附属調理師専門学校
- 東京調理製菓専門学校
- 新宿調理師専門学校
- 東京マスダ学院調理師専門学校
- 武蔵野調理師専門学校
- 織田調理師専門学校
- 吉祥寺二葉栄養調理専門職学校
- 東京多摩調理製菓専門学校
- 東京誠心調理師専門学校
- 西東京調理師専門学校
- 華調理製菓専門学校
- 町田調理師専門学校
- 萠愛調理師専門学校
- 東京ベルエポック製菓調理専門学校
- 日本調理アカデミー
- 山手調理製菓専門学校
- 東京すし和食調理専門学校
- 東京山手調理師専門学校
- 国際製菓専門学校
- 辻調理師専門学校 東京

### 神奈川県
- 横浜調理師専門学校
- 崎村調理師専門学校
- 厚木調理師学校
- ヨコスカ調理製菓専門学校
- 相模原調理師専門学校

### 新潟県
- 新潟調理師専門学校
- 北陸食育フードカレッジ
- にいがた製菓・調理師専門学校えぷろん
- 悠久山栄養調理専門学校

### 富山県
- 富山県立雄峰高等学校専攻科調理師養成課程
- 高岡龍谷高等学校調理科
- 富山調理製菓専門学校

### 石川県
- 鵬学園高等学校調理科
- 国際調理専門学校
- 金沢調理師専門学校
- 石川県調理師専門学校

### 福井県
- 福井県立美方高等学校食物科
- 啓新高等学校調理科
- 天谷調理製菓専門学校
- 青池調理師専門学校

### 山梨県
- 山梨秀峰調理師専門学校

### 長野県
- 松本第一高等学校
- 長野調理製菓専門学校
- 松本調理師製菓師専門学校

### 岐阜県
- 岐阜県立大垣桜高等学校食物科
- 岐阜女子高等学校食物科
- 城南高等専修学校調理科
- 岐阜調理専門学校

### 静岡県
- 川口調理師専門学校
- 浜松調理菓子専門学校
- 富士調理技術専門学校
- 中央歯科衛生士調理製菓専門学校
- 中遠調理師専門学校
- 東海調理製菓専門学校
- 中央調理製菓専門学校静岡校

### 愛知県
- 愛知県立岩津高等学校調理国際科
- 藤ノ花女子高等学校食物科
- 修文学院高等学校食物調理科
- 豊橋市立家政高等専修学校家政科
- 安城生活福祉高等専修学校調理師専攻
- 山本学園情報文化専門学校
- ニチエイ調理専門学校
- 名古屋調理師専門学校
- 愛知調理専門学校
- 豊橋調理製菓専門学校
- 専修学校東洋調理技術学院
- 国際調理師専門学校名駅校
- 専修学校さつき調理･福祉学院
- 名古屋辻学園調理専門学校
- 名古屋ユマニテク調理製菓専門学校

### 三重県
- 三重県立相可高等学校食物調理科
- 中部調理製菓専門学校
- ユマニテク調理製菓専門学校
- 伊勢調理製菓専門学校
- 三重調理専門学校

### 和歌山県
- 和歌山県立南部高等学校食と農園科調理コース

### 奈良県
- 奈良県立磯城野高等学校フードデザイン科シェフコース
- 奈良調理短期大学校専門課程高度職業訓練調理技術系調理技術科

### 滋賀県
- 綾羽高等学校食物調理科
- 彦根総合高等学校フードクリエイト科

### 京都府
- 福知山淑徳高等学校総合学科食物調理系列
- 京都調理師専門学校

### 大阪府
- 大阪府立咲くやこの花高等学校食物文化科
- アナン学園高等学校調理科
- 大阪緑涼高等学校調理製菓科調理師コース
- 大阪総合保育大学短期大学部現代生活学科調理製菓デザインコース調理スペシャリストエリア
- 大阪成蹊短期大学調理・製菓学科調理コース
- 梅花女子大学食文化学部食文化学科
- 大阪調理製菓専門学校ecoleUMEDA
- 辻学園調理・製菓専門学校
- 辻調理師専門学校
- 関西調理師学校
- 大阪調理製菓専門学校

### 兵庫県
- 兵庫県立淡路高等学校調理系列
- 神戸第一高等学校調理師コース
- 日本調理製菓専門学校
- 育成調理師専門学校
- 神戸国際調理製菓専門学校
- 平田調理専門学校

### 鳥取県
- 鳥取県立米子南高等学校生活創造科調理コース
- 倉吉北高等学校家庭学科調理科

### 島根県
- 松江栄養調理製菓専門学校

### 岡山県
- 岡山県立津山東高等学校食物調理科
- おかやま山陽高等学校調理科
- 西日本調理製菓専門学校
- 専門学校岡山ビジネスカレッジ

### 広島県
- 広島県立総合技術高等学校食デザイン科
- 進徳女子高等学校国際食育デザイン科
- 山陽女子短期大学食物栄養学科栄養調理コース
- 広島酔心調理製菓専門学校
- 穴吹調理製菓専門学校

### 山口県
- 宇部フロンティア大学付属香川高等学校食物調理科
- 下関短期大学付属高等学校調理科
- 誠英高等学校普通科生活文化コース食文化専攻
- 中村女子高等学校調理科
- 山口調理製菓専門学校

### 徳島県
- 徳島県立小松島西高等学校食物科
- 専門学校徳島穴吹カレッジ

### 香川県
- 香川県立観音寺中央高等学校総合学科食物系列
- 坂出第一高等学校食物科
- キッス調理技術専門学校

### 愛媛県
- 今治精華高等学校調理科
- 松山学院高等学校調理科
- 今治明徳短期大学ライフデザイン学科調理ビジネスコース
- 愛媛調理製菓専門学校
- 河原調理専門学校

### 高知県
- RKC調理製菓専門学校
- 龍馬情報ビジネス&フード専門学校

### 福岡県
- 福岡県立久留米筑水高等学校食物調理科
- 福岡市立福岡女子高等学校食物調理科
- 杉森高等学校食物科
- 東筑紫学園高等学校食物文化科
- 大和青藍高等学校調理科
- 星琳高等学校食物調理科
- 真颯館高等学校調理科
- 大牟田高等学校調理科
- 福岡女子短期大学健康栄養学科
- 中村調理製菓専門学校
- 福岡調理師専門学校
- 北九州調理製菓専門学校
- 平岡調理・製菓専門学校

### 佐賀県
- 佐賀県立牛津高等学校食品調理科
- 佐賀県立鹿島実業高等学校食品調理科
- 佐賀女子短期大学付属佐賀女子高等学校食物科
- 西九州大学佐賀調理製菓専門学校

### 長崎県
- 九州文化学園高等学校食物調理科
- 長崎玉成高等学校調理科
- 向陽高等学校調理科
- 九州文化学園調理師専門学校

### 熊本県
- 慶誠高等学校食物科
- 城北高等学校調理科
- 玉名女子高等学校食物科
- 八代実業専門学校調理師養成科
- シェフパティシエ学院調理師養成科

### 大分県
- 昭和学園高等学校調理科
- 東九州龍谷高等学校食物科
- 別府溝部学園高等学校食物科
- 福徳学院高等学校健康調理科
- 楊志館高等学校調理科
- 田北調理師専門学校
- 国際製菓調理専門学校調理師学科

### 宮崎県
- 日章学園高等学校調理科
- 都城東高等学校調理科
- 小林西高等学校調理科
- 延岡学園高等学校調理科
- 日南学園高等学校調理科
- マナビヤ宮崎アカデミー

### 鹿児島県
- 鹿児島県立野田女子高等学校食物科
- 神村学園高等部調理科調理コース
- 鹿児島城西高等学校調理科
- 鹿屋中央高等学校人間科学科調理コース（男子）・食物コース（女子）
- 今村学園ライセンスアカデミー調理科

### 沖縄県
- 沖縄県立浦添工業高等学校調理科
- 沖縄県立美里工業高等学校調理科
- 琉球調理製菓専門学校
- 沖縄調理師専門学校
- 専門学校大育